# Raymbert Bikker
Raymbert Alexander Bikker (ur. 11 lutego 1990 w Paradijs) – arubański piłkarz grający na pozycji pomocnika w SV La Fama.

## Lata młodości
Jest synem Raymonda Bikkera i Nishy Bikker-Quandus. Piłkę nożną uprawia od dziesiątego roku życia.

## Kariera klubowa
Od 2007 gra w SV La Fama. W pierwszym sezonie gry w tym klubie (2007/2008) strzelił dla niego dwa gole, które są jego jedynymi.

## Kariera reprezentacyjna
W reprezentacji Aruby zadebiutował 26 marca 2008 w przegranym 0:1 wyjazdowym meczu pierwszej rundy eliminacji do Mistrzostw Świata 2010. Rozpoczął mecz w podstawowym składzie i został zmieniony w przerwie spotkania.